# Zbylczyce
Zbylczyce – wieś w Polsce położona w województwie łódzkim, w powiecie łęczyckim, w gminie Świnice Warckie.

## Historia
Po raz pierwszy wzmiankowana w 1301, była wówczas własnością rycerza Zbyluta. W XIV wieku przeszła w ręce arcybiskupa gnieźnieńskiego, pod koniec stulecia wieś odziedziczyli krewni biskupa wileńskiego Andrzeja. Do XVI wieku Zbylczyce tworzyły prawdopodobnie jedną wieś z pobliskim Grodziskiem i Podgórzem. Później w XVIII i XIX wieku były własnością Odechowskich, Grądzkich, Kozaneckich, Huissona. W czasach powstania styczniowego bagienne okolice były idealnym miejscem dla konspiracyjnej działalności powstańców. W 1865 roku majątek przejął Wyganowski, a po nim rodzina Orzechowskich, mieszkająca do 1939. W końcu XIX wieku czynna była w tutejszym folwarku duża krochmalnia, która mogła przerobić dziennie aż 3300 kg ziemniaków. W latach 1975–1998 miejscowość administracyjnie należała do województwa konińskiego.
W okresie PRL-u w Zbylczycach powstała Rolnicza Spółdzielnia Produkcyjna. 

## Etymologia nazwy
Nazwa pochodzi od pierwotnego właściciela wsi – rycerza Zbyluta. Zmieniała się ona przez lata: Zbilucice, Sbuluczicz, Zbyluczycze, niem. Sbültschütz (1939–1945).

## Zabytki
Według rejestru zabytków Narodowego Instytutu Dziedzictwa na listę zabytków wpisane są obiekty:
- zespół dworsko-parkowy, 1 poł. XIX w., nr rej.: 414/156 z 21.02.1989:
  - dwór – zbudowany ok. 1850 roku przez właściciela wsi Jana Huissona. Styl nawiązuje do klasycyzmu. Budynek dwukondygnacyjny.[4]
  - park – drzewa stanowią pomniki przyrody.

- Zbylczyce, [w:] Słownik geograficzny Królestwa Polskiego, t. XIV: Worowo – Żyżyn, Warszawa 1895, s. 537.